# Československá basketbalová liga 1956-1957
La Československá basketbalová liga 1956-1957 è stata la 29ª edizione del massimo campionato cecoslovacco di pallacanestro maschile. La vittoria finale è stata ad appannaggio dello Slovan Orbis Praga.

## Risultati

### Stagione regolare
|     | Squadra                | G  | V  | P  | PF   | PS   | Pt. | Qualificazione |
| --- | ---------------------- | -- | -- | -- | ---- | ---- | --- | -------------- |
| 1.  | Slovan Orbis Praga     | 22 | 19 | 3  | 1813 | 1378 | 41  |                |
| 2.  | Spartak ZJŠ Brno       | 22 | 16 | 6  | 1714 | 1501 | 38  |                |
| 3.  | Spartak Praga Sokolovo | 22 | 15 | 7  | 1743 | 1516 | 37  |                |
| 4.  | Dynamo Praga           | 22 | 15 | 7  | 1563 | 1413 | 37  |                |
| 5.  | Sokol Ostrava          | 22 | 15 | 7  | 1381 | 1335 | 37  |                |
| 6.  | Slávia Bratislava      | 22 | 13 | 9  | 1673 | 1497 | 35  |                |
| 7.  | Spartak Košice         | 22 | 12 | 10 | 1539 | 1457 | 34  |                |
| 8.  | Slavoj Vyšehrad        | 22 | 9  | 13 | 1410 | 1433 | 31  |                |
| 9.  | Spartak ZJŠ Brno B     | 22 | 7  | 15 | 1387 | 1584 | 29  | retrocesse     |
| 10. | Slavia Žabovřesky      | 22 | 4  | 18 | 1412 | 1797 | 26  | retrocesse     |
| 11. | TTS Trenčín            | 22 | 4  | 18 | 1146 | 1441 | 25  | retrocesse     |
| 12. | Spartak Hradec Králové | 22 | 3  | 19 | 1144 | 1573 | 25  | retrocesse     |

| Československá basketbalová liga 1956-1957 |
| ------------------------------------------ |
| Slovan Orbis Praga 1º titolo               |

## Formazione vincitrice
| N° | Naz.                      | Ruolo | Sportivo         |  | Alt. |  |
| -- | ------------------------- | ----- | ---------------- |  | ---- |  |
|    | Cecoslovacchia (bandiera) | C     | Miroslav Škeřík  |  | 196  |  |
|    | Cecoslovacchia (bandiera) | P     | Jaroslav Šíp     |  | 180  |  |
|    | Cecoslovacchia (bandiera) |       | Jaroslav Tetiva  |  | 196  |  |
|    | Cecoslovacchia (bandiera) |       | Zdeněk Rylich    |  | 187  |  |
|    | Cecoslovacchia (bandiera) |       | Bohuslav Rylich  |  | 181  |  |
|    | Cecoslovacchia (bandiera) |       | Jiří Tetiva      |  |      |  |
|    | Cecoslovacchia (bandiera) |       | Jiří Matoušek    |  | 194  |  |
|    | Cecoslovacchia (bandiera) |       | Jaroslav Mayer   |  |      |  |
|    | Cecoslovacchia (bandiera) |       | Miloš Šulc       |  |      |  |
|    | Cecoslovacchia (bandiera) |       | Ota Ferus        |  |      |  |
|    | Cecoslovacchia (bandiera) | All.  | Svatopluk Mrázek |  |      |  |

## Fonti
- Ing. Pavel Šimák: Historie československého basketbalu v číslech (1932-1985), Basketbalový svaz ÚV ČSTV, květen 1985, 174 stran
- Ing. Pavel Šimák: Historie československého basketbalu v číslech, II. část (1985-1992), Česká a slovenská basketbalová federace, březen 1993, 130 stran
- Juraj Gacík: Kronika československého a slovenského basketbalu (1919-1993), (1993-2000), vydáno 2000, 1. vyd, slovensky, BADEM, Žilina, 943 stran
- Jakub Bažant, Jiří Závozda: Nebáli se své odvahy, Československý basketbal v příbězích a faktech, 1. díl (1897-1993), 2014, Olympia, 464 stran